# Lémeré

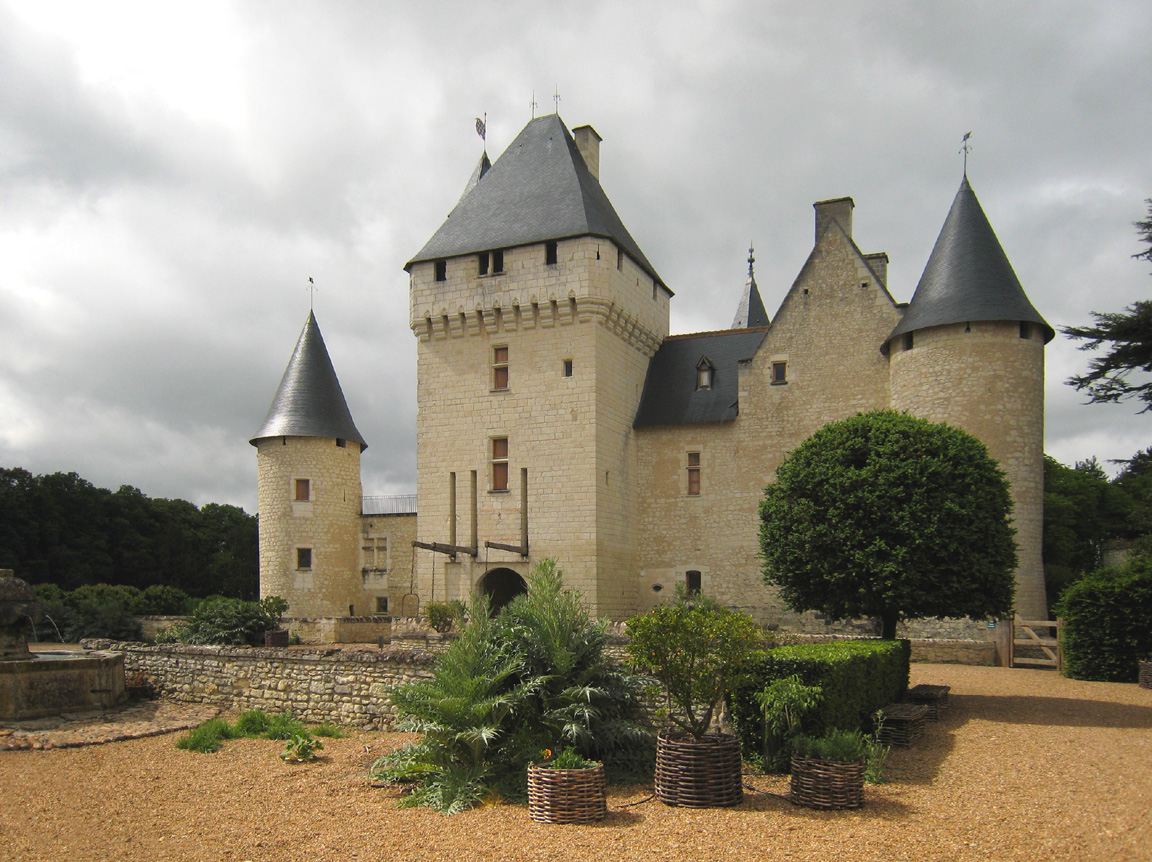
Il castello di Le Rivau

Lémeré è un comune francese di 436 abitanti situato nel dipartimento dell'Indre e Loira nella regione del Centro-Valle della Loira.

## Monumenti e luoghi d'interesse
- Castello di Le Rivau

## Società

### Evoluzione demografica
Abitanti censiti